# Universidad del Sudeste de Luisiana
La Universidad del Sudeste de Luisiana (Southeastern Louisiana University en idioma inglés) es una universidad pública financiada por el estado en Hammond, Luisiana. Fue fundada en 1925 por Linus A. Sims, el director de Hammond High School, como Hammond Junior College, ubicado en un ala del edificio de la escuela secundaria. Sims logró trasladar el campus al norte de Hammond en 1928, cuando empezó a ser conocido como Southeastern Louisiana College. Logró el status universitario en 1970. Hay aproximadamente 15,000 estudiantes en representación de 43 estados y 66 países inscritos. Durante los 1990s, Southeastern era la universidad que creció más rápidamente en los Estados Unidos, a pesar de la presencia de Louisiana State University (vanguardia del sistema de LSU) solamente 45 millas (72 km) oeste de Hammond por el Interestatal 12 en el capital del estado de Baton Rouge, y la presencia de muchas universidades 55 millas (89 km) sudeste en Nueva Orleans.
Los colores de Southeastern son verdes y dorados, y el sobrenombre es los Lions. Los equipos deportivos de Southeastern participan en la primera división del NCAA (para fútbol americano es FCS) en la conferencia southland.
Southeastern Louisiana University empezó como un movimiento popular por la gente de Hammond y el área alrededor, que reconocieron la necesidad de una institución de educación superior para promover el desarrollo educativo, económico y cultural de sureste Louisiana. Lo que empezó como un junior college que se mantuvo con los impuestos locales se convirtió en una importante universidad como Southeastern y ha crecido para satisfacer las necesidades cambiantes del sureste de Louisiana y la parroquia de Florida.
Lucius McGehee Hall de Southeastern fue nombrado por el médico de Hammond Lucius W. McGehee. McGehee Hall, un buen ejemplo de la arquitectura gótica depresión, y está en el Registro Nacional de Lugares Históricos de Luisiana. Se muestra la mampostería intrincado de la esquina suroeste. Las bicicletas son un modo generalizado de transporte en el sudeste del Estado, y los bastidores de bicicletas se hallan adyacentes a todos los edificios importantes.
El 7 de julio de 1925, los votantes aprobaron abrumadoramente una emisión de bonos que creó Hammond Junior College. Operado bajo los auspicios de la Junta Escolar de Tangipahoa, Sims abrió las puertas el 14 de septiembre de 1925, con un claustro de tres mujeres y dos hombres y 40 estudiantes. La institución mixta de dos años que ofrece el trabajo de base de licenciatura en artes y ciencias que culminó con un certificado de enseñanza.